# Aidan Alexander
Aidan Alexander (23 de diciembre de 1997) es un actor británico.

## Biografía
Alexander se inspiró para convertirse en actor después de ver a su madre actuando en varias obras musicales de teatro. Estudió guitarra clásica en el Trinity Guildhall.
Es miembro del teatro de la Juventud. Es representdo por las agencias Abacus y Elliott Brown. Aidan ha aparecido en cortometrajes como The Time Traveller y en The Run.
En 2011 obtuvo su primer papel en la televisión cuando se unió al elenco de la serie The Borgias, donde interpreta a Gioffre Borgia, el hijo menor del papa Alejandro VI.

## Filmografía[2]
Televisión:
| Año       | Título      | Papel          | Notas       |
| --------- | ----------- | -------------- | ----------- |
| 2011-2013 | The Borgias | Gioffre Borgia | 6 episodios |

Cine:
| Año  | Título             | Papel      |
| ---- | ------------------ | ---------- |
| 2005 | Night Cry          | Bebé       |
| 2007 | Dodge City         | Niño       |
| 2009 | Never on Sunday    | Niño       |
| 2009 | The Run            | Joven Drew |
| 2010 | The Time Traveller | Hijo       |

Videos musicales:
| Año  | Título                        | Papel |
| ---- | ----------------------------- | ----- |
| 2009 | A Lily/A Town Like Hurricaine | Niño  |

Teatro:
| Año  | Obra                 | Papel         | Teatro             | Director     |
| ---- | -------------------- | ------------- | ------------------ | ------------ |
| 2006 | Jonah & the Wale     | Jonah         |                    |              |
| 2008 | Footprints of Africa | Coro          | Lighthouse Theatre |              |
| 2009 | Oliver!              | Charley Bates |                    |              |
| 2010 | Riff                 |               | West Side Story    | Fiona Revill |